# Andrew Allen
Andrew Michael Allen (Philadelphia, 4 augustus 1955) is een voormalig Amerikaans ruimtevaarder. Allen zijn eerste ruimtevlucht was STS-46 met de spaceshuttle Atlantis en vond plaats op 31 juli 1992. Tijdens de missie werden twee satellieten in hun baan gebracht, de European Retrievable Carrier (EURECA) en de Tethered Satellite System (TSS).
Allen maakte deel uit van NASA Astronaut Group 12. Deze groep van 15 astronauten begon hun training in juni 1987 en werden in augustus 1988 astronaut. In totaal heeft Allen drie ruimtevluchten op zijn naam staan. In 1997 verliet hij NASA en ging hij als astronaut met pensioen. 